# Приседський Юрій Георгійович
Приседський Юрій Георгійович (17 лютого 1951, м. Київ  - 19 травня 2024, м. Вінниця) — завідувач кафедри ботаніки та екології, професор кафедри ботаніки та екології, доктор біологічних наук, доцент Донецького національного університету імені Василя Стуса.

## Життєпис
У 1968 році закінчив середню школу № 25 м. Києва та вступив на біологічний факультет Донецького державного університету за спеціальністю «Фізіологія».
У 1973 році Закінчив Донецький державний університет і  продовжив, за направленням, працювати  старшим лаборантом кафедри фізіології рослин.
Упродовж 1973—1974 років проходив службу у лавах Радянської Армії у Північній групі військ (Польща). Після повернення відновився на роботі у Донецькому державному університеті на кафедрі фізіології рослин на посаді старшого лаборанта.
З 1976 року переведений у науково-дослідну частину на кафедрі фізіології рослин. Працював на посадах інженера, молодшого та старшого наукового співробітника.
З 1979 року[джерело не вказане 1475 днів] був відповідальним виконавцем науково-дослідних тем.
У 1985 році захистив дисертацію на здобуття ступеню кандидата біологічних наук на тему «Стійкість деревних рослин до фтористого водню та шляхи її підвищення» у Дніпропетровському державному університеті.
З 1992 року працював викладачем кафедри фізіології рослин.
У 2001 році став доцентом.
Після переїзду Донецького національного університету до Вінниці, з  2014 року виконував обов'язки завідувача кафедри фізіології та біохімії рослин, а з 2019 року –  професор кафедри ботаніки та екології та  виконувач обов'язків завідувача кафедри[джерело не вказане 1475 днів].
У 2019 році захистив докторську дисертацію за спеціальністю «Екологія»  на тему «Фіторемедіація промислових зон хімічних підприємств на основі створення стійких фітоценозів».
З 2019 року — завідувач кафедри ботаніки та екології Донецького національного університету імені Василя Стуса.
Помер 19 травня 2024 року у місті Вінниці.

## Наукова діяльність
Наукові інтереси  Ю. Г. Приседського — стійкість рослин до промислового забруднення та використання рослин для фіторемедіації промислових зон. Останнім часом досліджує, також, вплив лазерного опромінення на ростові та фізіолого-біохімічні параметри рослин та грибів.
Викладав  для здобувачів освіти курси: «Статистична обробка експериментальних даних», «Планування експерименту», «Молекулярна біологія», «Фізіологія та біохімія рослин», «Фізіологія стійкості рослин». Веде керівництво курсовими та кваліфікаційними роботами здобувачів вищої освіти[джерело не вказане 1475 днів].
Юрій Георгійович є автором:  130 наукових праць, з яких понад 30 статей  надруковано у наукових фахових виданнях; 12 патентних розробок; 4 підручників. До 180-річчя від дня народження Михайла Драгоманова та 150-ліття від дня народження Лесі Українки[джерело не вказане 1475 днів]

### Найважливіші наукові роботи
1. Статистична обробка результатів біологічних експерименті: навчальний посібник / Ю. Г. Приседський.  – Донецьк: Кассиопея, 1999. — 210 с.: рис., табл.
2. Пакет програм для проведення статистичної обробки результатів біологічних експериментів / Ю. Г. Приседський. — Донецьк: ДонНУ, 2005.  - 75 с.
3. Адаптація рослин до антропогенних чинників: підручник для студентів спеціальностей «Біологія», «Екологія» та «Середня освіта» вищих навчальних закладів / Ю. Г. Приседський, Ю. В. Лихолат, ДонНУ імені Василя Стуса. — Вінниця: ТОВ «Нілан-ЛТД», 2017. — 98 с.
4. Стійкість рослин: підручник для студентів спеціальності «Біологія» вищих навчальних закладів / Ю. Г. Приседський. — Вінниця: ТОВ «Нілан-ЛТД», 2017. — 252 с.

## Нагороди
- 2015 р. — подяка департаменту освіти Вінницької обласної державної адміністрації[4];

- 2018 р. — подяки  Вінницької  обласної державної адміністрації та Вінницької обласної ради[4];

- 2020 р. — подяка Міністерства освіти і науки України[4].